# Der Tag der Abrechnung (1976)
Der Tag der Abrechnung (Originaltitel: St. Ives) ist ein US-amerikanischer Kriminalfilm aus dem Jahre 1976 nach dem Roman The Procane Chronicle von Ross Thomas. Regie führte J. Lee Thompson. Die Hauptrolle wird von Charles Bronson verkörpert, an seiner Seite spielen Jacqueline Bisset und John Houseman.

## Handlung
Raymond St. Ives, ein Autor von Kriminalromanen und ehemaliger Polizeireporter, hat wegen mangelndem literarischen Erfolg mit Geldsorgen zu kämpfen. Sehr gelegen kommt ihm aus diesem Grund ein 10.000 Dollar-Auftrag, den er von dem Multimillionär Abner Procane erhält. Diesem wurden fünf Tagebücher aus seinem Safe gestohlen. Raymonds Aufgabe besteht nun darin, den Dieben das Lösegeld zu überbringen. Treffpunkt der Übergabe ist ein Waschsalon, dort findet Raymond jedoch eine Leiche vor. Im Folgenden wird St. Ives immer mehr in den Auftrag und die Tode der an dem Diebstahl Beteiligten verwickelt. Dennoch gelingt es ihm, die Oberhand zu behalten und die gestohlenen Tagebücher zurückzubekommen, wobei aber vier Seiten fehlen. Es stellt sich heraus, dass die Tagebücher Pläne für Procanes nächsten Raubüberfall beinhalten. Procane beschließt, trotz der fehlenden Seiten seinen Coup durchzuführen. St. Ives, der dabei die große Chance seines Lebens wittert, ist mit von der Partie.

## Kritiken
„Ein etwas konstruierter, jedoch weitgehend spannender Krimi mit einer Prise Humor, der recht geschickt „klassische“ Genre-Muster aufgreift, dabei freilich wenig Individualität erreicht.“

## Hintergrund
- Der Film wurde in Kalifornien gedreht.[2]
- Der Film stellt die erste Zusammenarbeit von Schauspieler Charles Bronson und Regisseur J. Lee Thompson dar.[3]
- Jeff Goldblum, Robert Englund, Harris Yulin und Michael Lerner haben im Film Cameo-Auftritte.[3]